# Aleksandr Volkov (tennis)
Pour les articles homonymes, voir Aleksandr Volkov et Volkov.
Aleksandr Vladimirovitch Volkov (en russe : Александр Владимирович Волков), né le 3 mars 1967 à Kaliningrad et mort le 19 octobre 2019 dans la même ville, est un joueur et entraîneur de tennis de nationalité soviétique puis russe.

## Carrière
Joueur professionnel de 1988 à 1998, Aleksandr Volkov atteint le 14e rang au classement ATP. Vainqueur de trois tournois ATP à Milan en 1991, Auckland en 1993 et Moscou en 1994 sur un total de onze finales disputées, il a aussi remporté les tournois Challenger de Munich en 1988 et Aix-la-Chapelle en 1996 en simple et Münster en double en 1988.
Fils d'un ingénieur, il découvre le tennis à l'âge de 10 ans. Il fait face à plusieurs blessures graves dans sa jeunesse qui l'ont amené à envisager de changer de sport. Cependant, il décide de rester fidèle au Kaliningrad Tennis Club et change de prise de raquette en devenant gaucher et en frappant alors ses coups des deux mains. En 1986, il est finaliste des championnats nationaux d'URSS. En 1987, alors classé 503e, il atteint les huitièmes de finale du tournoi de Wimbledon en dominant notamment le 14e mondial Brad Gilbert au troisième tour, une première pour un joueur soviétique depuis 1975. Il passe professionnel l'année suivante.
Il a connu l'une de ses plus belles victoires lors de l'US Open en 1990 en éliminant le n°1 mondial Stefan Edberg en trois sets dès le premier tour (6-3, 7-63, 6-2). Cela faisait 19 ans, depuis la victoire de Jan Kodeš sur John Newcombe en 1971, que la première tête de série n'avait pas été éliminée dès son entrée en lice. En 1991, il manque de peu de battre Michael Stich en huitièmes de finale à Wimbledon, menant 5-3 dans la dernière manche (4-6, 6-3, 7-5, 1-6, 7-5). L'Allemand remportera par la suite le tournoi.
Il joue le dernier match du retour de Björn Borg à Moscou en 1993 ; il remporte le match non sans mal (4-6, 6-3, 7-67). Cette même année, il réalise sa meilleure performance en tournoi du Grand Chelem en se qualifiant pour les demi-finales à l'US Open en sauvant plusieurs balles de match contre Thomas Muster en quarts. Il s'incline cependant comme l'année précédente contre Pete Sampras.
Il compte 17 sélections en équipe de Russie de Coupe Davis. Il a tout d'abord représenté l'URSS entre 1986 et 1991, la CEI lors d'une rencontre en 1992, puis la Russie à partir de 1994. C'est sous ce drapeau qu'il connaît son meilleur résultat avec une participation à la finale contre la Suède. Lors du 5e set de la première rencontre face à Stefan Edberg, il obtient une balle de match à 5-4, sauvée par le suédois. C'est à ce moment-là que débarque en tribunes le président Boris Eltsine, ce qui provoque une minute d'interruption. Ayant perdu sa lucidité, il perd le match trois jeux plus tard (6-4, 6-2, 62-7, 0-6, 8-6). En demi-finale, il avait battu Michael Stich. Il participe à trois autres rencontres jusqu'en 1998.
Il devient par la suite mentor de Marat Safin, notamment lors de sa victoire à l'US Open en 2000. Il a aussi entraîné l'équipe de Coupe Davis en 2004.

## Palmarès

### Titres en simple messieurs
| No | Date       | Nom et lieu du tournoi           | Catégorie    | Dotation    | Surface         | Finaliste          | Score     |  |
| -- | ---------- | -------------------------------- | ------------ | ----------- | --------------- | ------------------ | --------- |  |
| 1  | 04-02-1991 | Muratti Time Indoor, Milan       | World Series | 540 000 $   | Moquette (int.) | Cristiano Caratti  | 6-1, 7-5  |  |
| 2  | 11-01-1993 | Benson and Hedges Open, Auckland | World Series | 157 500 $   | Dur (ext.)      | MaliVai Washington | 7-62, 6-4 |  |
| 3  | 07-11-1994 | Kremlin Cup, Moscou              | World Series | 1 100 000 $ | Moquette (int.) | Chuck Adams        | 6-2, 6-4  |  |

### Finales en simple messieurs
| No | Date       | Nom et lieu du tournoi                             | Catégorie    | Dotation  | Surface         | Vainqueur           | Score          |  |
| -- | ---------- | -------------------------------------------------- | ------------ | --------- | --------------- | ------------------- | -------------- |  |
| 1  | 13-02-1989 | Tournoi de tennis de Milan, Milan                  |              | 375 000 $ | Moquette (int.) | Boris Becker        | 6-1, 6-2       |  |
| 2  | 11-06-1990 | Continental Grass Court Championships, Bois-le-Duc | World Series | 225 000 $ | Gazon (ext.)    | Amos Mansdorf       | 6-3, 7-6       |  |
| 3  | 08-10-1990 | European Indoor Championships, Berlin              | World Series | 260 000 $ | Moquette (int.) | Ronald Agenor       | 4-6, 6-4, 7-6  |  |
| 4  | 30-12-1991 | BP Nationals, Wellington                           | World Series | 157 500 $ | Dur (ext.)      | Jeff Tarango        | 6-1, 6-0, 6-3  |  |
| 5  | 24-02-1992 | ABN AMRO World Tennis Tournament, Rotterdam        | World Series | 475 000 $ | Moquette (int.) | Boris Becker        | 7-69, 4-6, 6-2 |  |
| 6  | 30-03-1992 | Panasonic South African Open, Johannesburg         | World Series | 270 000 $ | Dur (ext.)      | Aaron Krickstein    | 6-4, 6-4       |  |
| 7  | 03-01-1994 | Australian Men's Hardcourt Championships, Adélaïde | World Series | 288 750 $ | Dur (ext.)      | Ievgueni Kafelnikov | 6-4, 6-3       |  |
| 8  | 27-01-1997 | Shanghai Open, Shanghai                            | World Series | 303 000 $ | Dur (ext.)      | Ján Krošlák         | 6-2, 7-62      |  |

### Finales en double messieurs
| No | Date       | Nom et lieu du tournoi            | Catégorie    | Dotation  | Surface         | Vainqueurs                      | Partenaire        | Score    |  |
| -- | ---------- | --------------------------------- | ------------ | --------- | --------------- | ------------------------------- | ----------------- | -------- |  |
| 1  | 04-11-1991 | Kremlin Cup Moscou                | World Series | 297 000 $ | Moquette (int.) | Eric Jelen Carl-Uwe Steeb       | Andreï Cherkasov  | 6-4, 7-6 |  |
| 2  | 11-01-1993 | Benson and Hedges Open Auckland   | World Series | 157 500 $ | Dur (ext.)      | Grant Connell Patrick Galbraith | Alex Antonitsch   | 6-3, 7-6 |  |
| 3  | 19-08-1996 | Waldbaum’s Hamlet Cup Long Island | World Series | 225 000 $ | Dur (ext.)      | Luke Jensen Murphy Jensen       | Hendrik Dreekmann | 6-3, 7-6 |  |

## Parcours dans les tournois duGrand Chelem

### En simple
| Année | Open d'Australie | Open d'Australie | Internationaux de France | Internationaux de France | Wimbledon       | Wimbledon      | US Open         | US Open          |
| ----- | ---------------- | ---------------- | ------------------------ | ------------------------ | --------------- | -------------- | --------------- | ---------------- |
| 1987  | —                | —                | —                        | —                        | 1/8 de finale   | Anders Järryd  | 1er tour (1/64) | Lloyd Bourne     |
| 1988  | 1er tour (1/64)  | Alexander Mronz  | 1er tour (1/64)          | John McEnroe             | 2e tour (1/32)  | Miloslav Mečíř | —               | —                |
| 1989  | —                | —                | —                        | —                        | 1er tour (1/64) | Eric Jelen     | 3e tour (1/16)  | Aaron Krickstein |
| 1990  | 2e tour (1/32)   | J-P. Fleurian    | 3e tour (1/16)           | Andrés Gómez             | 1/8 de finale   | Kevin Curren   | 2e tour (1/32)  | Todd Witsken     |
| 1991  | 1er tour (1/64)  | Petr Korda       | 1er tour (1/64)          | Peter Lundgren           | 1/8 de finale   | Michael Stich  | 2e tour (1/32)  | Boris Becker     |
| 1992  | 3e tour (1/16)   | Aaron Krickstein | 3e tour (1/16)           | Carl-Uwe Steeb           | 3e tour (1/16)  | Henrik Holm    | 1/4 de finale   | Pete Sampras     |
| 1993  | 3e tour (1/16)   | Arnaud Boetsch   | 1er tour (1/64)          | Jordi Arrese             | 2e tour (1/32)  | Boris Becker   | 1/2 finale      | Pete Sampras     |
| 1994  | 1/8 de finale    | Thomas Muster    | 2e tour (1/32)           | Greg Rusedski            | 1/8 de finale   | G. Ivanišević  | 1er tour (1/64) | Karel Nováček    |
| 1995  | 1er tour (1/64)  | Greg Rusedski    | 1er tour (1/64)          | Bohdan Ulihrach          | 3e tour (1/16)  | Y. Kafelnikov  | 3e tour (1/16)  | Patrick McEnroe  |
| 1996  | 1er tour (1/64)  | Carlos Costa     | 1er tour (1/64)          | M. Philippoussis         | 3e tour (1/16)  | G. Ivanišević  | 3e tour (1/16)  | Pete Sampras     |
| 1997  | —                | —                | 2e tour (1/32)           | M. Woodforde             | 1er tour (1/64) | Nicolas Kiefer | 1er tour (1/64) | Ján Krošlák      |

N.B. : à droite du résultat se trouve le nom de l'ultime adversaire.

### En double
| Année | Open d'Australie | Open d'Australie | Internationaux de France | Internationaux de France | Wimbledon                   | Wimbledon          | US Open                     | US Open                |
| ----- | ---------------- | ---------------- | ------------------------ | ------------------------ | --------------------------- | ------------------ | --------------------------- | ---------------------- |
| 1988  | —                | —                | —                        | —                        | 2e tour (1/16) A. Olhovskiy | B. Dyke T. Nijssen | —                           | —                      |
| 1989  | —                | —                | —                        | —                        | —                           | —                  | 1er tour (1/32) O. Rahnasto | D. Cahill M. Kratzmann |

N.B. : le nom du ou de la partenaire se trouve sous le résultat ; le nom des ultimes adversaires se trouve à droite.

## Parcours dans lesMasters 1000
| Année | Indian Wells                | Miami                  | Monte-Carlo              | Hambourg                    | Rome                | Canada                    | Cincinnati               | Stockholm puis Essen  | Paris                    |
| ----- | --------------------------- | ---------------------- | ------------------------ | --------------------------- | ------------------- | ------------------------- | ------------------------ | --------------------- | ------------------------ |
| 1990  | 1er tour J. Pugh            | 1/8 de finale M. Jaite | —                        | 1er tour M. Filippini       | 2e tour G. Forget   | 1er tour D. Cahill        | —                        | 1/2 finale S. Edberg  | 1er tour R. Agénor       |
| 1991  | 2e tour R. Reneberg         | 2e tour S. Matsuoka    | 1/8 de finale Bo. Becker | 1/8 de finale G. Ivanišević | 2e tour R. Fromberg | —                         | —                        | 1er tour R. Reneberg  | 1/4 de finale P. Sampras |
| 1992  | —                           | —                      | 2e tour T. Muster        | 1er tour H. Skoff           | 1er tour G. Prpić   | —                         | 1er tour M. Woodforde    | 2e tour A. Mansdorf   | 1/8 de finale D. Wheaton |
| 1993  | 1/2 finale W. Ferreira      | 2e tour P. Haarhuis    | —                        | —                           | —                   | 1/4 de finale M. Pernfors | 1/8 de finale B. Gilbert | 2e tour A. Cherkasov  | 2e tour M. Rosset        |
| 1994  | 1/4 de finale A. Krickstein | 2e tour J. Apell       | —                        | 1er tour P. Kühnen          | 2e tour K. Alami    | 1er tour D. Nestor        | 1er tour C. Caratti      | 2e tour J. Courier    | 1er tour J. Stoltenberg  |
| 1995  | —                           | —                      | —                        | 1er tour M. Rosset          | 1er tour J. Yzaga   | 1er tour A. Boetsch       | —                        | 2e tour I. Kafelnikov | 2e tour Bo. Becker       |
| 1996  | —                           | —                      | —                        | 2e tour À. Corretja         | —                   | —                         | —                        | —                     | —                        |

N.B. : sous le résultat se trouve le nom de l’ultime adversaire.

## Victoires sur le top 10
Toutes ses victoires sur des joueurs classés dans le top 10 de l'ATP lors de la rencontre.
| Légende                   |
| Grand Chelem              |
| Super 9                   |
| International Series Gold |
| World Series              |
| Coupe Davis               |

| #  | A.V.   | Tournoi           | Année | Surface      | Adversaire          | Rang  | Tour | Score              |
| -- | ------ | ----------------- | ----- | ------------ | ------------------- | ----- | ---- | ------------------ |
| 1  | no 61  | Milan             | 1989  | Moquette     | Jakob Hlasek        | no 8  | 1/8  | 7-6, 7-5           |
| 2  | no 100 | Miami             | 1990  | Dur          | Tim Mayotte         | no 10 | 1/32 | 6-1, 6-4           |
| 3  | no 52  | US Open           | 1990  | Dur          | Stefan Edberg       | no 1  | 1/64 | 6-3, 7-6, 6-2      |
| 4  | no 34  | Stockholm         | 1990  | Moquette     | Emilio Sánchez      | no 8  | 1/16 | 7-5, 6-3           |
| 5  | no 24  | Bâle              | 1991  | Dur          | Karel Nováček       | no 9  | 1/4  | 6-1, 69-7, 6-3     |
| 6  | no 25  | Milan             | 1992  | Moquette     | Karel Nováček       | no 10 | 1/16 | 7-62, 7-68         |
| 7  | no 28  | Stuttgart Indoors | 1992  | Moquette     | Ivan Lendl          | no 7  | 1/8  | 7-64, 5-7, 6-1     |
| 8  | no 28  | Stuttgart Indoors | 1992  | Moquette     | Guy Forget          | no 6  | 1/4  | 6-4, 6-4           |
| 9  | no 20  | US Open           | 1992  | Dur          | Goran Ivanišević    | no 5  | 1/16 | 6-4, 6-0, 6-3      |
| 10 | no 17  | Tokyo Indoors     | 1992  | Moquette     | Stefan Edberg       | no 3  | 1/4  | 6-3, 3-6, 7-5      |
| 11 | no 22  | Indian Wells      | 1993  | Dur          | Pete Sampras        | no 2  | 1/8  | 7-5, 6-4           |
| 12 | no 18  | Indian Wells      | 1994  | Dur          | Michael Chang       | no 8  | 1/8  | 6-4, 1-6, 6-3      |
| 13 | no 22  | World Team Cup    | 1994  | Terre battue | Michael Stich       | no 2  | RR   | 6-4, 7-65          |
| 14 | no 42  | Coupe Davis       | 1994  | Dur          | Michael Stich       | no 2  | 1/2  | 7-5, 1-6, 7-6, 6-4 |
| 15 | no 44  | Ostrava           | 1994  | Moquette     | Alberto Berasategui | no 8  | 1/16 | 7-63, 6-4          |
| 16 | no 40  | Stuttgart Indoors | 1995  | Moquette     | Sergi Bruguera      | no 4  | 1/16 | 6-4, 2-3, ab.      |